# Олейник, Изабелла
Изабелла Олейник (пол. Izabella Olejnik) —  польская актриса театра, кино, телевидения и кабаре; также певица (меццо-сопрано).

## Биография
Изабелла Олейник родилась 29 ноября 1951 года в Лодзи. Дебютировала в театре в Варшаве в 1970 г. Актриса театров в разных польских городах (Еленя-Гура, Варшава, Эльблонг) и за границей (в 1987—1997 гг.), выступает в спектаклях «театра телевидения» с 1977 года.

## Избранная фильмография
- 1978 — Без наркоза / Bez znieczulenia — студентка Михаловского
- 1978 — Что ты мне сделаешь, когда поймаешь / Co mi zrobisz jak mnie złapiesz — Левандовская
- 1980 — Мишка / Miś — кассирша в молочном баре
- 1986 — Герой года / Bohater roku — Крыся, ассистентка Данеляка